# Burgess Hill Town FC
Burgess Hill Town FC is een voetbalclub uit Engeland, die in 1882 is opgericht en afkomstig is uit Burgess Hill. De club speelt anno 2020 in de Isthmian League Premier Division.

## Erelijst
- Isthmian League premier Division (Division One South) :2014-15
- Sussex County League (Division 1) :1976, 1997, 1998, 1999, 2002, 2003
- Sussex County League (Division 2) : 1975
- Floodlit Cup : 1997, 2000
- The Sussex Royal Ulster Rifles Charity Cup : 1992, 2000
- John O’Hara League Challenge Cup : 1974, 1980, 1998, 1999
- Sussex Senior Cup : 1884, 1885, 1886
- Roy Hayden Trophy : 2004
- Norman Wingate Trophy : 2003
- Sussex County Reserve Section : 1978, 1980, 1985, 1990, 1992
- Sussex County Reserve Section Cup : 1983, 1990, 1993, 1999, 2003
- Sussex Intermediate Cup: 1977
- Sussex County Youth League: 1993, 1994, 1996, 1997, 1998, 2005
- Sussex County Youth League Cup : 1992, 1998, 2000, 2004, 2005
- Sussex Youth Cup : 2005
- Mid-Sussex Football League : 1901, 1904, 1940, 1947, 1957
- Mid Sussex Senior Charity cup: 1993, 1997, 2002
- Mowatt Cup : 1946
- Montgomery Cup: 1940, 1957
- Sussex Junior Cup: 1890

## Records
- beste prestatie competitie : 21st Isthmian League Premier Division 2015-16
- Beste FA Cup-prestatie: 4e kwalificatieronde, 1999-00 (4-1 verloren vs. Hereford United), 2008-2009 (3-0 verloren vs. Harlow Town), 2014-15 (weg naar Dartford)
- Beste prestatie FA Trophy: 2e ronde : 2003-2004, 2004-05, 2014-15
- Beste FA Vase-prestatie: kwartfinales, 2001-2002 (2-1 verloren vs. Tiptree United)
- Recordaantal bezoekers, 2.005 vs. AFC Wimbledon, (30 april 2005)

Aveley ·
Billericay Town ·
Brentwood Town ·
Burgess Hill Town · 
Canvey Island ·
Carshalton Athletic ·
Chatham Town ·
Cheshunt ·
Chichester City · 
Cray Valley Paper Mills · 
Cray Wanderers · 
Dartford · 
Dulwich Hamlet ·
Folkestone Invicta ·
Hashtag United ·
Lewes ·
Potters Bar Town ·
Ramsgate ·
St Albans City ·
Welling United ·
Whitehawk ·
Wingate & Finchley